# Frank Conroy (acteur)
Pour l’article homonyme, voir Frank Conroy.
Frank Conroy est un acteur britannique de théâtre et de cinéma né à Derby (Angleterre) le 14 octobre 1890 et mort à Paramus, New Jersey (États-Unis), le 24 février 1964.

## Filmographie partielle
- 1931 : Manhattan Parade de Lloyd Bacon : Bill Brighton
- 1931 : Fascination (Possessed) de Clarence Brown : Horace Travers
- 1931 : West of Broadway de Harry Beaumont
- 1932 : Grand Hotel d'Edmund Goulding : Rohna
- 1932 : Disorderly Conduct de John W. Considine Jr.
- 1933 : Rose de minuit (Midnight Mary) de William A. Wellman : Procureur
- 1933 : Vol de nuit (Night Flight) de Clarence Brown : Opérateur radio
- 1933 : Rhapsodie amoureuse (Storm at Daybreak) de Richard Boleslawski
- 1933 : La Profession d'Ann Carver (Ann Carver's Profession) d'Edward Buzzell
- 1933 : Meurtre au chenil ou Le Mystère de la chambre close (The Kennel Murder Case) de Michael Curtiz : Brisbane Coe
- 1934 : L'Ennemi public n° 1 (Manhattan Melodrama) de W. S. Van Dyke : Procureur
- 1934 : Petite Miss (Little Miss Marker) de Alexander Hall : Docteur Ingalls
- 1934 : The White Parade d'Irving Cummings : Dr Thorne
- 1934 : Le Petit Ministre (The Little Minister) de Richard Wallace : Lord Rintoul
- 1935 : Charlie Chan en Égypte (Charlie Chan in Egypt) de Louis King : Professeur John Thurston
- 1935 : L'Appel de la forêt (The Call of the Wild) de William A. Wellman : John Blake
- 1935 : Vivre sa vie (I Live My Life) de W. S. Van Dyke : Docteur
- 1935 : Pas de pitié pour les kidnappeurs (Show Them No Mercy!) de George Marshall
- 1935 : Les Derniers Jours de Pompéi (The Last Days of Pompeii) d'Ernest B. Schoedsack et Merian C. Cooper : Gaius Tanno
- 1936 : Meet Nero Wolfe de Herbert J. Biberman : Dr. Nathaniel Bradford
- 1936 : L'Ange blanc (The White Angel) de William Dieterle : M. Le Froy
- 1936 : L'Enchanteresse (The Gorgeous Hussy) de Clarence Brown : John C. Calhoun
- 1936 : Charlie Chan à l'Opéra (Charlie Chan at the Opera) de H. Bruce Humberstone : Mr. Whitely
- 1937 : L'Amour en première page (Love Is News) de Tay Garnett : A. G. Findlay
- 1937 : Sa dernière chance (This Is My Affair) de William A. Seiter : Président William McKinley
- 1937 : Le Secret des chandeliers (The Emperor's Candlesticks) de George Fitzmaurice : Colonel Radoff
- 1937 : Nancy Steele a disparu (Nancy Steele Is Missing!) de George Marshall : Dan Mallon
- 1937 : Musique pour madame de John G. Blystone
- 1937 : Le Dernier Gangster (The Last Gangster) de Edward Ludwig : Sid Gorman
- 1937 : That I May Live d'Allan Dwan
- 1937 : Une nation en marche (Wells Fargo) de Frank Lloyd : Ward, banquier
- 1941 : Révolte au large (This Woman is Mine) de Frank Lloyd : Fox
- 1942 : The Loves of Edgar Allan Poe de Harry Lachman : John Allan
- 1943 : L'Étrangleur (Lady of Burlesque) de William A. Wellman : Stacchi Stacciaro
- 1943 : L'Étrange Incident (The Ox-Bow Incident) de William A. Wellman : Major Tetley
- 1947 : Scandale en Floride (That Hagen Girl) de Peter Godfrey
- 1948 : La Cité sans voiles (The Naked City) de Jules Dassin : Capitaine Donahue
- 1948 : Ils étaient tous mes fils (All my Sons) de Irving Reis : Herbert Deever
- 1959 : Ce monde à part (The Young Philadelphians) de Vincent Sherman : Docteur Shippen Stearnes
- 1960 : Le Buisson ardent de Daniel Petrie